# 39-й Банийский корпус

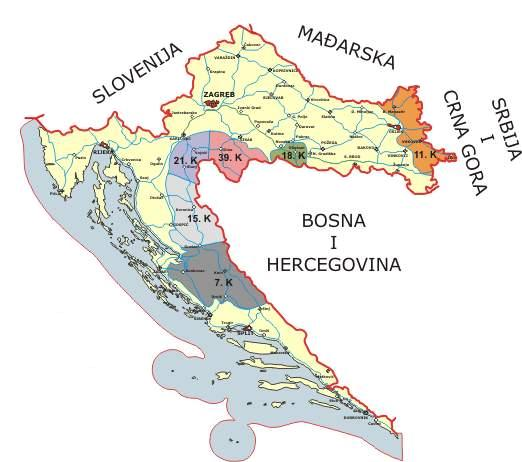
Зоны ответственности корпусов армии РСК. Зона ответственности 39-го Банийского корпуса выделена розовым цветом

39-й Банийский корпус (серб. 39. банијски корпус) — армейский корпус в составе Вооружённых сил Республики Сербской Краины. Он был сформирован в октябре 1992 года из подразделений Территориальной обороны, милицейских подразделений и добровольцев. Вооружение и снаряжение корпус получил от Югославской Народной Армии. Задачей Корпуса была оборона Бании и таких городов как Глина, Костайница, Петринья и Двор-на-Уни. Численность корпуса составляла около 8000 человек, в 1995 году — около 7000 человек. Позиции корпуса простирались на 170 километров, из них 40 километров приходились на границу с Цазинской Краиной в Западной Боснии. Летом 1995 года его возглавлял полковник Слободан Тарбук, штабом руководил полковник Дане Банич.
Структура Корпуса в 1995 году:
- Штаб;
- 24-я пехотная бригада (Глина)
- 26-я пехотная бригада (Хрватска-Костайница)
- 31-я пехотная бригада (Петринья)
- 33-я пехотная бригада (Двор-на-Уни)
- Самостоятельный отряд Цапраг (в случае боевых действий входил в состав 31-й бригады).
- 39-й смешанный противотанковый артиллерийский дивизион
- 39-й лёгкий артиллерийский полк ПВО
- 87-я база тылового обеспечения
- рота военной полиции
- рота связи
- инженерная рота
- разведывательная рота
- взвод РХБЗ